# 苏埃托尼乌斯

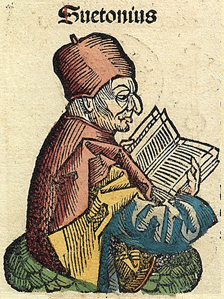
《紐倫堡編年史》（Nuremberg Chronicle）中的蘇維托尼烏斯

盖乌斯·苏维托尼乌斯·特兰克维鲁斯（拉丁語：Gaius Suetonius Tranquillus，約69或75年—130年之後），罗马帝国時期历史学家，屬於騎士階級。
他最重要的现存作品是从凯撒到图密善的12位皇帝的传记，即《羅馬十二帝王傳》（拉丁語：De Vita Caesarum）。其他作品內容包括罗马日常生活、政治、演讲，著名作家（包括诗人、历史学家、文法家）。这些作品中仅有少数流传至今，其余都已散佚。